# Glavateci
Glavateci, srednjovjekovni humski vlastelinski rod. Iz Nevesinja. Ime dolazi od osobnog imena Glavat. U vrelima se spominje 16. rujna 1330. neki Budislav Glavatec "iz Nevesinja" koji je na taj dan u Dubrovniku kupio neke stvari za suprugu velikaša Poznana Purčića (među prvima stao uz bosanskog bana kad je došao u Hum, skupa s Nikolićima iz Popovog polja - potomcima humskog kneza Miroslava odnosno Andrije Humskog). Pavao Anđelić u Spomenici Konjica i okoline iznosi da je selo Glavatičevo dobilo ime po njima u 14. ili 15. toljeću. Anđelić zaključuje da su Glavateci bili vlastelinski rod nižeg ranga, koji su u neko vrijeme imali svoje posjede u predjelu današnjeg Glavatičeva i tako je posjed prozvan po vlasniku Glavatecu.